# Psiloderces albostictus
Psiloderces albostictus là một loài nhện trong họ Ochyroceratidae. Loài này phân bố ở Thailand.